# Etziken
Etziken är en ort och kommun i kantonen Solothurn, Schweiz. Kommunen hade 1 070 invånare (2023).